# Rezolucja Rady Bezpieczeństwa ONZ nr 296
Rezolucja Rady Bezpieczeństwa ONZ nr 296 została przyjęta jednomyślnie 18 sierpnia 1971 r.
Po przeanalizowaniu wniosku Bahrajnu o członkostwo w Organizacji Narodów Zjednoczonych, Rada zaleciła Zgromadzeniu Ogólnemu przyjęcie tego państwa do swojego grona.

## Źródło
- UNSCR - Resolution 296